# Skala-Skil
L'equip Skala-Skil va ser un equip ciclista neerlandès que va competir professionalment entre el 1985 i el 1986.

## Principals victòries
- Omloop der Kempen: John Bogers (1985)
- Scheldeprijs: Jean-Paul van Poppel (1986)

### A les grans voltes
- Tour de França:
  - 0 participacions

- Giro d'Itàlia
  - 1 participacions (1986)
  - 2 victòries d'etapa:
    - 2 el 1986: Jean-Paul van Poppel (2)

  - 0 classificació final:
  - 0 classificació secundària:

- Volta a Espanya
  - 0 participacions